# Anne-Charles Hérisson
Pour les articles homonymes, voir Hérisson (homonymie).
Anne-Charles Hérisson, né le 12 octobre 1831 à Surgy (Nièvre) et mort dans cette commune le 23 novembre 1893, est un homme politique français.

## Biographie
Fils de Jean-Baptiste Hérisson, propriétaire et maire de Surgy, et de Adrienne Héreau, Anne-Charles Hérisson était docteur en droit, avocat au Conseil d'État et à la Cour de cassation. Son frère, Sylvestre Hérisson est député de la Nièvre de 1881 à 1889 et sénateur de 1896 à 1900.
Ennemi déclaré de l'Empire, républicain convaincu, il avait pris place au Palais dans le groupe des opposants, avec Charles Floquet, Émile Durier, Ferdinand Hérold, Jules Ferry, Jean-Jules Clamageran, Amaury Dréo, Clément Laurier, Léon Gambetta. Il est impliqué dans le fameux procès des Treize en Jules Ferry ; Avec Garnier-Pagès, Lazare Carnot, Treize républicains qui s’étaient réunis chez Garnier-Pagès peu avant des élections à Paris sont arrêtés pour réunion non autorisée et condamnés à 500 Francs d’amende.
Maire du 6e arrondissement de Paris en 1871, il siège au Conseil municipal de Paris du 23 juillet 1871 au 9 janvier 1881 et assume par deux fois la fonction de président de cette assemblée, du 4 juillet 1876 au 20 février 1877 et du 19 février 1878 au 9 juillet 1878. Il est en outre député de la Haute-Saône du 8 février 1874 au 7 mars 1876 puis de la Seine du 7 juillet 1878 au 9 novembre 1885.
Il participe à différents gouvernements : en tant que ministre des travaux publics du 10 août 1882 au 20 février 1883 dans les gouvernements Charles Duclerc et Armand Fallières, puis comme ministre du commerce du 21 février 1883 au 14 octobre 1884 dans le second gouvernement Ferry.
Il était officier de la Légion d'honneur. Il desservit la Légion d'Honneur à Jean-Denis Antoine Bord le 26 septembre 1883.